# Ectropothecium riparioides
Ectropothecium riparioides är en bladmossart som beskrevs av Edwin Bunting Bartram 1952. Ectropothecium riparioides ingår i släktet Ectropothecium och familjen Hypnaceae. Inga underarter finns listade i Catalogue of Life.